# Club Necaxa
A Club Necaxa (legismertebb becenevén Rayos, azaz Villámok) Mexikó egyik legnagyobb múltú labdarúgócsapata, amely 2016 nyarától ismét az első osztályú bajnokságban szerepel. A klub 1923-as alapításától kezdve Mexikóvárosban működött, majd 2003-ban Aguascalientesbe költözött. Háromszoros bajnok és négyszeres kupagyőztes, egyszer (1999-ben) pedig a CONCACAF-bajnokok ligáját is megnyerte.

## Története

### Alapítás és az amatőr korszak
A Necaxa 1923. augusztus 21-én jött létre két kisebb klub, a Tranvías („Villamosok”) és a Luz y Fuerza („Fény és Erő”) egyesülésével, az új név a Puebla államban található Necaxa-víztározóból származik. A klub piros–fehér színösszeállítását az angol zászló után kapta, mivel a tulajdonos, William Frasser angliai származású volt.
Első sikerüket 1924-ben aratták, amikor megnyerték az (akkor még csak amatőr) mexikói kupát, majd 1925-ben ismét győzedelmeskedtek. 1927-ben a Necaxa volt az első mexikói csapat, mely külföldi csapatot fogadott otthonában: a mérkőzésen a chilei Colo-Colo 0–3-ra győzött. A csapat a következő években egyre jobban focizott, ennek köszönhetően 1930. szeptember 14-én felavatták a 15 000 néző befogadására alkalmas Necaxa Parkot Mexikóvárosban. (Az avatáson részt vett maga Pascual Ortiz Rubio államelnök is.)
Az amatőr bajnokságot első alkalommal 1933-ban nyerték meg, amikor is a döntőben 9–0 arányú megsemmisítő vereséget mértek az őket az egy évvel korábbi döntőben legyőző Atlante csapatára. Ez idő tájt alakult ki így a mexikói labdarúgás első klasszikus rangadója, a Necaxa és az Atlante küzdelme.
1939. március 27-én addig példátlan esemény történt a Necaxa Asturias elleni meccsén: a szurkolók felgyújtották a lelátó egy részét Fernando Marcos bíró néhány döntése és a Necaxa támadóját, Horacio Casarínt ért sok szabálytalanság ellen tiltakozva.

### A professzionális korszak
1942-ben több játékos távozott a klubtól, a tulajdonost pedig meggyilkolták, így a csapat megszűnt és a Necaxa Park bezárt. 1950-ben azonban a villanyszerelők szakszervezetének és annak elnökének, Juan José Rivera Rojasnak köszönhetően a Necaxa visszatért a már professzionális bajnokságba: Guadalajara városában játszott első meccsük 0–0-ra végződött.
1960-ban szerezték meg első profi kupagyőzelmüket, a döntőben a Tampicót verték 4–1-re, majd 1966-ban ismét megnyerték a kupát, méghozzá veretlenül. 1972-ben viszont a pénzügyi gondok annyira megsokasodtak, hogy a tulajdonosok kénytelenek voltak eladni a klubot. A vásárlók spanyol üzletemberek voltak, akik átnevezték a csapatot Atlético Españolra. Csak 1982. július 21-én kapták vissza eredeti nevüket, amikor a mexikói Grupo Televisa vásárolta meg az együttest.
Bár már 1988-tól kezdve kifejezetten jól szerepeltek a bajnokságban, a bajnoki címet csak 1995-ben szerezték meg történetük során először, a döntőben a Cruz Azult legyőzve. Ugyanebben az évben a kupát is megnyerték, 1996 nyarán pedig megismételték bajnoki sikerüket, ezúttal az Celayát verve a döntőben. Az 1996-os téli, majd az 1998-as nyári bajnokságban szintén döntőbe jutottak, de első alkalommal a Santos Laguna, másodszor a Toluca vitte el az aranyérmet. 1998 telén viszont a Guadalajara ellen győzve megszerezték harmadik bajnoki címüket is.
Az előző évi bajnoki címnek köszönhetően 1999-ben indulhattak a CONCACAF-bajnokok ligája sorozatban is, melyet meg is nyertek és ezzel indulási jogot szereztek a FIFA-klubvilágbajnokságra is, ahol a harmadik helyet szerezték meg (az ezt eldöntő mérkőzésen a Real Madridot legyőzve), ezzel máig a legsikeresebb mexikói együttesnek számítanak.
Azonban már régóta megfigyelhető volt, hogy a mexikóvárosi szurkolók többsége a többi helyi „nagy” klub rajongója, a Necaxa meccseire viszonylag kevesen látogattak ki. Abban a reményben, hogy olyan nagyvárosba költözve, ahol nincs másik csapat, önállóbb arculatot és önálló nagy szurkolótábort építhet fel magának a csapat, 2003-ban Aguascalientesbe költöztek.
2007-ben a Copa Libertadoresben is szerepeltek, itt a nyolcaddöntőig jutottak, majd 2009-ben történetük során először kiestek a mexikói első osztályból. Még abban az évben azonban megnyerték a másodosztályú bajnokság mindkét félévét, így azonnal visszajutottak a legfelsőbb szintre, azonban 2011-ben újra kiestek. 2014 Apertura félévében ismét másodosztályú bajnokok lettek. Ekkor még nem sikerült a visszajutás, mert a másik félév bajnoka, a Dorados de Sinaloa a döntőben legyőzte őket, de 2016 első félévében ismét megnyerték a másodosztályt, és ezúttal a döntőt is, így ez év nyarától megint a legmagasabb szinten játszanak.

## Bajnoki eredményei
A csapat első osztályú szereplése során az alábbi eredményeket érte el:

### A régi rendszerben
| Év        | Helyezés |
| --------- | -------- |
| 1950–1951 | 3. hely  |
| 1951–1952 | 7. hely  |
| 1952–1953 | 10. hely |
| 1953–1954 | 7. hely  |
| 1954–1955 | 3. hely  |
| 1955–1956 | 5. hely  |
| 1956–1957 | 9. hely  |
| 1957–1958 | 11. hely |
| 1958–1959 | 11. hely |
| 1959–1960 | 9. hely  |
| 1960–1961 | 4. hely  |
| 1961–1962 | 12. hely |
| 1962–1963 | 8. hely  |
| 1963–1964 | 6. hely  |
| 1964–1965 | 12. hely |
| 1965–1966 | 7. hely  |
| 1966–1967 | 4. hely  |
| 1967–1968 | 4. hely  |
| 1968–1969 | 9. hely  |
| 1969–1970 | 5. hely  |

### A rájátszásos rendszerben
| Év            | Alapszakasz-helyezés                                                           | Eredmény rájátszásban |
| ------------- | ------------------------------------------------------------------------------ | --------------------- |
| México 1970   | 16. hely                                                                       | 15. hely              |
| 1970–1971     | 12. hely                                                                       |                       |
| 1982–1983     | 17. hely                                                                       |                       |
| 1983–1984     | 17. hely                                                                       |                       |
| 1984–1985     | 20. hely                                                                       |                       |
| Prode 1985    | 12. hely                                                                       |                       |
| México 1986   | 16. hely                                                                       |                       |
| 1986–1987     | 19. hely                                                                       |                       |
| 1987–1988     | 11. hely                                                                       |                       |
| 1988–1989     | 5. hely                                                                        |                       |
| 1989–1990     | 8. hely                                                                        | Negyeddöntős          |
| 1990–1991     | 14. hely                                                                       |                       |
| 1991–1992     | 2. hely                                                                        | Elődöntős             |
| 1992–1993     | 1. hely                                                                        | Negyeddöntős          |
| 1993–1994     | 9. hely                                                                        |                       |
| 1994–1995     | 4. hely                                                                        | Bajnok                |
| 1995–1996     | 2. hely                                                                        | Bajnok                |
| 1996 tél      | 6. hely                                                                        | 2. hely               |
| 1997 nyár     | 4. hely                                                                        | Elődöntős             |
| 1997 tél      | 14. hely                                                                       |                       |
| 1998 nyár     | 2. hely                                                                        | 2. hely               |
| 1998 tél      | 4. hely                                                                        | Bajnok                |
| 1999 nyár     | 11. hely                                                                       | Negyeddöntős          |
| 1999 tél      | 3. hely                                                                        | Negyeddöntős          |
| 2000 nyár     | 6. hely                                                                        | Negyeddöntős          |
| 2000 tél      | 3. hely                                                                        | Negyeddöntős          |
| 2001 nyár     | 15. hely                                                                       |                       |
| 2001 tél      | 5. hely                                                                        | Negyeddöntős          |
| 2002 nyár     | 7. hely                                                                        | 2. hely               |
| 2002 Apertura | 9. hely                                                                        |                       |
| 2003 Clausura | 12. hely                                                                       |                       |
| 2003 Apertura | 7. hely                                                                        | Negyeddöntős          |
| 2004 Clausura | 15. hely                                                                       |                       |
| 2004 Apertura | 11. hely                                                                       |                       |
| 2005 Clausura | 5. hely                                                                        | Negyeddöntős          |
| 2005 Apertura | 3. hely                                                                        | Negyeddöntős          |
| 2006 Clausura | 18. hely                                                                       |                       |
| 2006 Apertura | 15. hely                                                                       |                       |
| 2007 Clausura | 17. hely                                                                       |                       |
| 2007 Apertura | 11. hely                                                                       |                       |
| 2008 Clausura | 7. hely                                                                        | Negyeddöntős          |
| 2008 Apertura | 17. hely                                                                       |                       |
| 2009 Clausura | 17. hely                                                                       |                       |
| 2010 Apertura | 15. hely                                                                       |                       |
| 2011 Clausura | 17. hely                                                                       |                       |
| 2016 Apertura | 7. hely                                                                        | Elődöntős             |
| 2017 Clausura | 12. hely                                                                       |                       |
| 2017 Apertura | 9. hely                                                                        |                       |
| 2018 Clausura | 11. hely                                                                       |                       |
| 2018 Apertura | 16. hely                                                                       |                       |
| 2019 Clausura | 6. hely                                                                        | Negyeddöntős          |
| 2019 Apertura | 5. hely                                                                        | Elődöntős             |
| 2020 Clausura | 14. hely Nem hivatalos eredmény, mivel a bajnokságot 10 forduló után törölték. |                       |
| 2020 Apertura | 10. hely                                                                       |                       |
| 2021 Clausura | 18. hely                                                                       |                       |
| 2021 Apertura | 14. hely                                                                       |                       |
| 2022 Clausura | 9. hely                                                                        |                       |
| 2022 Apertura | 12. hely                                                                       |                       |
| 2023 Clausura | 17. hely                                                                       |                       |
| 2023 Apertura | 18. hely                                                                       |                       |
| 2024 Clausura | 9. hely                                                                        | folyamatban...        |

## Stadion
A 25 000 férőhelyes stadion építése 2002-ben kezdődött és a következő év nyarán már meg is nyílt az új létesítmény: a nyitómérkőzésre 2003. július 26-án került sor (itt a guadalajarai Chivas 1–0-s győzelmet aratott), de az avatóünnepséghez kapcsolódóan sor került egy meccsre az olasz A.S. Roma ellen is (ez 1–1 lett). Még ebben az évben a mexikói válogatott is bemutatkozott a stadionban: Dominika csapatát verte 8–0 arányban.
A stadion igazi különlegességei a déli részén kialakított szökőkutak, melyek a Necaxa minden góljánál bekapcsolnak.

## Utánpótlás
A Necaxa számos utánpótlás-akadémiát működtet országszerte: régi otthonában, Mexikóvárosban egyet, Aguascalientes államban kettőt (a fővárosban és Rincón de Romosban), és a következő városokban egyet-egyet: La Paz (Déli-Alsó-Kalifornia), Los Reyes Acaquilpan (México), Colima (Colima), Villa Hidalgo (Jalisco), Cuernavaca (Morelos), Ciudad Madero (Tamaulipas), Cuautitlán Izcalli (México), Villa de Cos (Zacatecas), Tuxtla Gutiérrez (Chiapas), Salamanca (Guanajuato), Saltillo (Coahuila), Naucalpan de Juárez (México) és Nuevo Laredo (Tamaulipas). Emellett az USA területén, Kalifornia államban is van egy Necaxa-iskola: Fontana városában.

## A csapat becenevei
Mivel eleinte a Necaxa játékosai William Frasser elektromossággal foglalkozó vállalatának, a Luz y Fuerzának a dolgozói voltak, hamar rájuk ragadt az Electricistas, azaz Villanyszerelők név. Másik ismert elnevezésük az 1930-as évekből származó Los Once Hermanos, vagyis A Tizenegy Testvér (kiváló csapatjátékukra utalva), de később a legelterjedtebb becenevükké a Rayos, azaz a Villámok vált. Amióta 2003-ban Aguascalientesbe költöztek (mely város nevének jelentése: forró vizek), egyre többen nevezik őket Hidrorayosnak, azaz Vízi Villámoknak is.